# Jekaterina Semjonowna Woronzowa

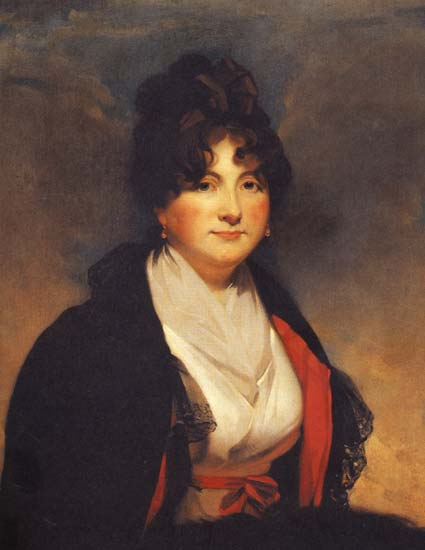
Jekaterina Semjonowna Woronzowa, Catherine Herbert Countess of Pembroke (Henry Raeburn, 1810er Jahre, Puschkin-Museum)

Gräfin Jekaterina Semjonowna Woronzowa (russisch Екатерина Семёновна Воронцова; * 13. Oktoberjul. / 24. Oktober 1783greg. in St. Petersburg; † 27. März 1856 in London) war eine russisch-britische Aristokratin und Hofdame.

## Leben
Woronzowas Vater war der Diplomat Graf Semjon Romanowitsch Woronzow. 10 Monate nach ihrer Geburt starb ihre Mutter Jekaterina Alexejewna Woronzowa geborene Senjawina, Tochter des Admirals Alexei Naumowitsch Senjawin, an der Schwindsucht. Ihre Tante Jekaterina Romanowna Woronzowa-Daschkowa war eine Vertraute Katharinas II. Woronzowas Vater wurde 1784 russischer Botschafter in London, so dass sie in London aufwuchs. Sie war in ihrer Jugend häufig krank und schwach. Sie erhielt eine ausgezeichnete Erziehung unter der Leitung ihres Vaters und der Smolny-Institut-Absolventin Schardin, die sie bis zu ihrer Heirat nicht verließ. Zu ihrer Bildung gehörten die Sprachen, die Klassiker, die Musik und der Gesang. Im Alter von 12 Jahren übersetzte sie Klopstocks Tragödie Der Tod Adams aus dem Französischen ins Russische. Sie sang im Duett mit dem Dichter Thomas Moore, dem sie für sein Album einige russische Melodien gab.
Woronzowa betätigte sich als Sekretärin ihres Vaters. Dank der Bemühungen ihres Vaters wurde sie 1797 zur russischen Hofdame ernannt. 1800 wurde ihr Vater als Botschafter beurlaubt aufgrund der angespannten russischen Beziehungen zum Vereinigten Königreich und der Annäherung an Frankreich. Er durfte aber weiter in London leben. Den Sommer 1802 verbrachte sie mit ihrem Vater in St. Petersburg und leistete Hofdienst bei der Kaiserinwitwe Maria Fjodorowna in Pawlowsk. Nach ihrer Rückkehr nach London begann ihr Vater im Hinblick auf seine verworrenen Vermögensverhältnisse und die unsicheren Aussichten nach einer angemessenen Heiratsmöglichkeit für seine Tochter zu suchen.

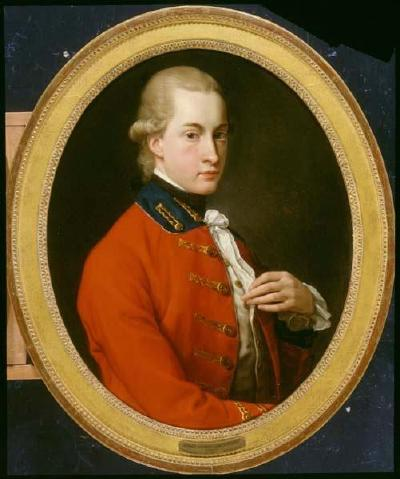
George Herbert, 11th Earl of Pembroke (Pompeo Batoni, 1779)

Woronzowa war seit langem befreundet mit Elizabeth Herbert, Countess of Pembroke and Montgomery, deren 48-jähriger verwitweter Sohn mit zwei Kindern George Herbert, 11. Earl of Pembroke Woronzowa einen Heiratsantrag machte. Die Heirat fand am 25. Januar 1808 statt. Ihr Vater hatte von Kaiserinwitwe Maria Fjodorowna schließlich die Genehmigung dieser Heirat mit einem Ausländer erlangt, um seiner Tochter Schwierigkeiten zu ersparen. Dank dieser Heirat spielte Woronzowa als Catherine Herbert, Countess of Pembroke, nun eine hervorragende Rolle in der Londoner Gesellschaft, die sie seit ihrer Jugend bestens kannte. Sie führte mit ihrem Mann eine ausgeglichene Ehe auf dem Pembroke-Familiensitz Wilton House, in dessen Nähe sich ihr Vater niedergelassen hatte. 1817 empfingen sie dort Großfürst Nikolai Pawlowitsch.
Woronzowa bekam einen Sohn und vier Töchter. Elizabeth (1809–1858) heiratete Richard Meade, 3. Earl of Clanwilliam. Sidney (1810–1861) heiratete Mary Elizabeth Ashe à Court. Mary (1813–1892) heiratete George Brudenell-Bruce, 2. Marquess of Ailesbury. Catherine (1814–1886) heiratete Alexander Murray, 6. Earl of Dunmore. Georgiana (1817–1841) heiratete Henry Petty-Fitzmaurice, 4. Marquess of Lansdowne. Emma (1819–1884) heiratete Thomas Vesey, 3. Viscount de Vesci.
Nach dem Tode ihres Mannes 1827 widmete Woronzowa sich vollständig den Kindern und der Pflege ihres Vaters, der 1832 starb.
Woronzowas älterer Bruder war der Generalgouverneur von Neurussland und Bessarabien und Statthalter des Kaukasus Michail Semjonowitsch Woronzow.